# Гомбеде-Кавус (башня)
Гомбеде-Кавус (Гумбат-Кабус, перс. برج گنبد قابوس‎) — монумент в центральной части одноимённого города Гомбеде-Кавус, Иран, включён во всемирное наследие ЮНЕСКО в 2012 году (К 1000-летию башни).

## Описание
Башня была построена в 1006 году по приказу амира Горгана из династии Зияридов — Шамса ал-Маали Кабуса ибн Вушмагира (شمس المعالي قابوس بن وشمگير). Расположена в 3 км к северу от старинного города Горган, который когда-то был столицей Зияридов, и является единственным сооружением, которая осталась от того города после его разрушения в XIV—XV веках. Сейчас башня расположена в центральном парке современного города Гомбеде-Кавус.
Построена из обожжённого кирпича. Имеет высоту 72 метра (включая высокую платформу) и стоит на искусственном холме высотой 15 метров.
По форме башня является огромным десятиугольным сооружением с конической крышей, которую формирует золотое сечение, равное 1,618. Башня сужается к верху, имея диаметр 17 метров (снизу) и 15,5 метра (под крышей). Внутренний диаметр башни составляет ~ 10 метров. Она имеет единственный вход с востока, 10 стен трёхметровой толщины и построена таким образом, что при входе в башню человек слышит собственное эхо. Внутреннее убранство содержит одно из самых ранних образцов декоративного стиля мукарны.

Снизу башни куфическим письмом есть надпись на арабском языке:
بسمله — هذا القصر العالى — للامير شمس المعالى — الامير بن الامير — الامير قابوس بن وشمكير — امر به بنائه فى حياته — سنة سبع وتسعين — وثلثمائة قمرية — وسنة خمس وسبعين — وثلثمائة شمسية
«Именем Аллаха [милостивого, милосердного] этот высокий дворец принадлежит Шамси ал-Маали, эмиру и сыну эмира, эмиру Кабусу ибн Вушмгир. Он приказал построить в течение его жизни, в году 397-м месячной хиджры, и году 375-м солнечной хиджры»

И хотя надпись четко не указывает на то, что башня была построена как место захоронения правителя — Зиярида, по устным рассказам тело султана было положено в стеклянный саркофаг, который был подвешен по центру башни на высоте 45 метров. На восточной стороне крыши есть маленькое окно, через которое лучи утреннего солнца могли падать на саркофаг. Это все указывает на зороастрийские верования, согласно которым при захоронении умершего было важно, чтобы тело не имело контакта с землей, а на четвертый день после смерти тело могло осветить Солнце, в лучах которого душа поднималась на небо.